# Baku Cup 2013
Baku Cup 2013 byl tenisový turnaj pořádaný jako součást ženského okruhu WTA Tour, který se hrál na otevřených dvorcích s tvrdým povrchem městské tenisové akademie. Konal se mezi 22. až 28. červencem 2013 v ázerbájdžánské metropoli Baku jako 3. ročník turnaje.
Turnaj s rozpočtem 235 000 dolarů patřil do kategorie WTA International Tournaments. Nejvýše nasazenou hráčkou ve dvouhře se stala obhájkyně titulu a třicátá osmá tenistka světa Bojana Jovanovská ze Srbska, která vypadla ve druhém kole.

## Ženská dvouhra

### Nasazení
| Stát         | Hráčka                | WTA1) | Nasazení |
| ------------ | --------------------- | ----- | -------- |
| Srbsko       | Bojana Jovanovská     | 38.   | 1.       |
| Chorvatsko   | Donna Vekićová        | 62.   | 2.       |
| Jižní Afrika | Chanelle Scheepersová | 68.   | 3.       |
| Rumunsko     | Alexandra Cadanțuová  | 70.   | 4.       |
| Česko        | Karolína Plíšková     | 73.   | 5.       |
| Slovinsko    | Polona Hercogová      | 82.   | 6.       |
| Ukrajina     | Elina Svitolinová     | 84.   | 7.       |
| Srbsko       | Vesna Doloncová       | 85.   | 8.       |

- 1) Žebříček WTA k 15. červenci 2013.

### Jiné formy účasti
Následující hráčky obdržely divokou kartu do hlavní soutěže:
- Kamilla Farhadová
- Ons Džabúrová
- Nazrin Džafarovová

Následující hráčky si zajistily postup do hlavní soutěže v kvalifikaci:
- Tetjana Arefjevová
- Oxana Kalašnikovová
- Veronika Kapšajová
- Kateryna Kozlovová
- Magda Linetteová
- Tereza Martincová

Následující hráčka měla účast v hlavní soutěži zajištěnu díky žebříčkové ochraně:
- Michaëlla Krajiceková

### Odhlášení
před zahájením turnaje
- Tímea Babosová
- Annika Becková
- Estrella Cabezaová Candelaová
- Caroline Garciaová
- Karin Knappová
- Romina Oprandiová
- Pauline Parmentierová
- Andrea Petkovicová

### Skrečování
- Ons Džabúrová

## Ženská čtyřhra

### Nasazení
| Stát        | Hráčka                 | Stát         | Hráčka                | WTA1) | Nasazení |
| ----------- | ---------------------- | ------------ | --------------------- | ----- | -------- |
| Lucembursko | Mandy Minellaová       | Jižní Afrika | Chanelle Scheepersová | 124.  | 1.       |
| Ukrajina    | Iryna Burjačoková      | Gruzie       | Oxana Kalašnikovová   | 145.  | 2.       |
| Rakousko    | Sandra Klemenschitsová | Slovinsko    | Andreja Klepačová     | 181.  | 3.       |
| Česko       | Karolína Plíšková      | Česko        | Kristýna Plíšková     | 200.  | 4.       |

- 1) Žebříček WTA k 15. červenci 2013; číslo je součtem umístění obou členek páru.

### Jiné formy účasti
Následující páry obdržely divokou kartu do hlavní soutěže:
- Tamari Čalaganidzeová /  Nazrin Džafarovová
- Kamilla Farhadová /  Sabina Šaripovová

## Přehled finále

### Ženská dvouhra
- Elina Svitolinová vs.  Šachar Pe'erová, 6–4, 6–4

Elina Svitolinová získala při své první účasti ve finále WTA Tour premiérový titul.

### Ženská čtyřhra
- Iryna Burjačoková /  Oxana Kalašnikovová vs.  Eleni Daniilidou /  Aleksandra Krunićová, 4–6, 7–6(7–3), [10–4]